# شهرستان جیاهه
شهرستان جیاهه (به لاتین: Jiahe County) یک منطقهٔ مسکونی در چین است که در چنژو واقع شده‌است.